# Percival Everett
Percival Everett (Fort Gordon, 22 dicembre 1956) è uno scrittore statunitense, Distinguished Professor di inglese alla University of Southern California.

## Biografia
Everett vive a Los Angeles, in California, con sua moglie, la romanziera Danzy Senna.

### Carriera
Everett scrisse il suo primo romanzo, Suder, nel 1983, mentre portava a termine il suo Master of Fine Arts alla Brown University.
Il suo secondo romanzo fu Walk Me to the Distance (1985), che in seguito, con una trama modificata, fu oggetto di una reinterpretazione nel telefilm Follow Your Heart, prodotto dalla ABC. In questo libro, David Larson ritorna dal Vietnam e si dà alla ricerca del figlio ritardato di un allevatore di pecore privo di una gamba di Slut's Hole, nel Wyoming.
Cutting Lisa (1986; ristampato nel 2000) inizia con John Livesey che incontra un uomo che ha effettuato un taglio cesareo e che spinge il protagonista a valutare le proprie parentele.
Nel 1987, Everett ha pubblicato The Weather and Women Treat Me Fair: Stories, una raccolta di racconti.
Everett ha poi pubblicato nel 1990 due libri in cui si dedicava alla riscrittura dei miti greci: Zulus, che combina il genere grottesco con quello apocalittico, e For Her Dark Skin, una nuova versione di Medea, tragedia di Euripide.
Saltando al genere della letteratura per ragazzi, Everett è stato autore di The One That Got Away (1992), un libro illustrato per giovani lettori che narra di tre cow-boy e del loro tentativo di chiudere nel recinto gli "ones" (gli "uni"), i numerali birichini.
Ritornato al romanzo, Everett ha pubblicato il suo primo vero libro western, God's Country, in 1994. Nel romanzo, Curt Marder e il suo inseguitore Bubba cercano per il "paese di Dio" ("God's country") una moglie che Marder potrebbe anche non trovare mai, ma che è stata rapita dai banditi. Una parodia dei western e della politica di discriminazione razziale e discriminazione di genere, incluso un Generale Custer in crossdressing.
Nel 1996 sono usciti due suoi nuovi libri: Watershed ripropone ancora una volta un'ambientazione western, questa volta contemporanea, incentrata sul solitario idrologo Robert Hawkes, che si imbatte in un nativo americano di piccola taglia che lo aiuta ad accettare le interrelazioni con la gente. L'altro libro del 1996 era una raccolta di storia, Big Picture.
In Frenzy (1997), Everett fa ritorno alla mitologia greca, in una storia in cui Vlepo, assistente di Dioniso, è costretto giocoforza a passare attraverso un turbinio parossistico ("Frenzy") di strane attività, inclusa la trasformazione in pidocchio o in tenda da camera da letto, in momenti diversi della storia, che egli narra così da spiegare quali esperienze sono simili a Dioniso, il semidio.
Sottolineando la sua familiarità con la filosofia e la teoria della letteratura, Glyph (1999) è una storia all'interno di una storia, in cui Ralph è un bambino che sceglie di non parlare ma ha uno straordinario controllo muscolare e un quoziente intellettivo prossimo a 500, di cui si serve per scrivere appunti per sua madre su una varietà di argomenti letterari scaturenti dai libri che ella gli fornisce. Ralph è rapito un buon numero di volte a causa delle sue speciali abilità, e la sua odissea (come "scritto" da Ralph quattro anni dopo) gli insegna più sull'amore che sull'intelletto, sebbene Everett sfidi l'intelletto del lettore con la filosofia e con la riflessione teorica.
Grand Canyon, Inc. (2001) è la prima novella di Everett. Vi troviamo i tentativi che Rhino Tanner compie per sottomettere Madre Natura con uno sfruttamento delle commodity del Grand Canyon.
Everett ha pubblicato nel 2001 il notevole Erasure. In una riflessione sulla propria esperienza, il libro si concentra sugli stereotipi dell'industria editoriale nei confronti degli scrittori afroamericani. Il protagonista, Thelonious "Monk" Ellison, professore di letteratura inglese, è oggetto di ripetute critiche per il suo modo di scrivere "non abbastanza afroamericano". Ellison è angustiato dal successo delle indicazioni di un simil-"Oprah's Book Club" su ciò che si ritiene debba intendersi per esperienza dei "neri" contemporanei, un atteggiamento che riproduce in realtà un'immagine stereotipata. Egli compone allora una risposta satirica basata sul romanzo Paura (Native Son) di Richard Wright, che intitola prima My Pafology e quindi Fuck. Gli ospiti del talk-show alla Oprah Winfrey, un produttore cinematografico di Hollywood e una platea di famosi romanzieri si mostrano tutti più pronti ad accettare il brutale, disumanizzato uomo di colore del romanzo che un intellettuale middle-class come lo stesso Ellison, che a sua volta ha difficoltà nel confrontarsi con neri impoveriti sia veri che fittizi.
Nel 2004, Everett ha pubblicato un romanzo, American Desert, e Damned If I Do: Stories, un'altra raccolta di brevi racconti. In American Desert, Ted Street progetta di suicidarsi annegando nell'oceano ma rimane ucciso in un incidente stradale, mentre provava a mettere in atto il suo proposito suicida. Tre giorni dopo, durante il funerale, Ted Street si mette improvvisamente a sedere nel suo cofano mortuario, la sua testa ancora ferita e senza un cuore che batte. 
Per il resto del romanzo, Ted Street, al pari di molti personaggi di Everett, vive un'odissea di auto-rivelatrice su cosa significhi essere vivo, esplorando la religione, la rivelazione, la fede, il fanatismo, l'amore, la famiglia, il sensazionalismo dei media, la morte e la redenzione.
Wounded: a novel (2005) narra la storia di John Hunt, un addestratore di cavalli che deve confrontarsi con un crimine d'odio contro un omosessuale e un nativo americano. Tuttavia, a differenza di Robert Hawkes (nel precedente God's Country), John Hunt evita di farsi coinvolgere dai connotati politici di questi crimini, entrando in azione solo quando è costretto a farlo.
Nel 2009, Graywolf Press ha pubblicato I am Not Sidney Poitier. Con il nome "Not Sidney Poitier" e la somiglianza con l'attore dal nome assonante, il protagonista si confronta con questa e simili sfide con il suo padre adottivo, Ted Turner. Si tratta di un altro tour de force comico con cui Everett trasforma l'esame dei problemi sociali più divertente di quanto molta gente probabilmente vorrebbe.
Nel 2024 ha pubblicato il romanzo James, una rilettura de Le avventure di Huckleberry Finn dal punto di vista dello schiavo Jim, e l'opera gli è valsa il Premio Pulitzer e il National Book Award per la narrativa.

### Poesia
Everett ha pubblicato anche una raccolta di poesie, re:f (gesture), del 2006, che riporta in copertina uno dei suoi dipinti.

### Altro
All'edizione paperback del 2004 della Bibbia di Jefferson è stata aggiunta un'introduzione scritta da Everett.

## Opere
Disponibili in italiano
- Glifo, Nutrimenti, 2007 ISBN 978-88-88389-70-7
- Cancellazione, Instar libri, 2007 ISBN 978-88-461-0084-9
- The Water Cure (2007), La cura dell'acqua, Nutrimenti, 2008 ISBN 978-88-88389-89-9
- Ferito, Nutrimenti, 2009 - Premio Gregor von Rezzori 2010[3] ISBN 978-88-88389-99-8 , rieditato da BEAT, 2015
- American desert: a novel (2004), Deserto americano, Nutrimenti, 2009 ISBN 978-88-95842-43-1
- I am Not Sidney Poitier: A Novel (2009), Non sono Sidney Poitier, Nutrimenti, 2010 ISBN 978-88-95842-71-4
- Il paese di Dio, Nutrimenti, 2011 ISBN 978-88-6594-000-6
- Sospetto, Nutrimenti, 2013 ISBN 978-88-6594-175-1
- Percival Everett di Virgil Russell, Nutrimenti, 2014 ISBN 978-88-6594-331-1
- Half an Inch of Water, 2015, In un palmo d'acqua, Nutrimenti, 2016
- So Much Blue 2017, traduz. Massimo Bocchiola, Quanto blu, La nave di Teseo 2020
- Telefono, 2021, traduz. Andrea Silvestri, La nave di Teseo ISBN 978-88-3460-716-9
- The Trees, 2021, traduz. Andrea Silvestri, Gli alberi, La nave di Teseo 2023
- James, collana Oceani, traduzione di Andrea Silvestri, La nave di Teseo, 2024, ISBN 978-8834618608.

In lingua originale
- Suder (1983)
- Walk Me to the Distance (1985)
- Cutting Lisa (1986)
- The Weather and Women Treat Me Fair: stories (1987)
- For Her Dark Skin (1990)
- Zulus (1990)
- The One That Got Away (1992)
- God's Country: a novel (1994)
- Big picture: stories (1996)
- Watershed (1996)
- Frenzy (1997)
- Glyph: a novel (1999)
- Erasure: a novel (2001)
- Grand Canyon, Inc. (2001)
- American desert: a novel (2004)
- Damned if I do: stories (2004)
- A History of the African-American people (proposed) by Strom Thurmond, as told to Percival Everett and James Kincaid (con James Kincaid) (2004)
- My California: Journeys by Great Writers (contributor / 2004)
- Wounded: a novel (2005)
- re:f (gesture) (2006), raccolta di poesia
- The Water Cure (2007)
- Abstraktion Und Einfhülung, Akashic Books (2008) raccolta di poesia
- I am Not Sidney Poitier: A Novel (2009)
- There Are No Names for Red (con Chris Abani) (Red Hen Press; 2010), raccolta di poesia
- Swimming Swimmers Swimming (Red Hen Press; 2010), raccolta di poesia
- Assumption: A Novel (Graywolf Press; 2011)
- Percival Everett e Virgil Russell: A Novel (Graywolf Press; 2013)
- Half an Inch of Water (Graywolf Press; 2015)
- Trout's Lie (Red Hen Press; 2015), raccolta di poesia
- So Much Blue (Graywolf Press; 2017)
- The Book of Training by Colonel Hap Thompson of Roanoke, VA, 1843: Annotated From the Library of John C. Calhoun (Red Hen Press; 2019)
- Telephone: A Novel (2020)
- The trees (2022)